# Lijst van voetbalinterlands China - Roemenië (vrouwen)
Deze lijst van voetbalinterlands is een overzicht van alle officiële voetbalinterlands tussen de nationale vrouwenteams van China en Roemenië. De landen hebben tot nu toe één keer tegen elkaar gespeeld.

## Wedstrijden
| № | Plaats | Datum        | Competitie                        | Wedstrijd        | Uitslag |
| - | ------ | ------------ | --------------------------------- | ---------------- | ------- |
| 1 | Varna  | 5 april 1991 | Grand Hotel Varna Tournament 1991 | China − Roemenië | 3 − 1   |

## Samenvatting
| Competitie                   | Totaal gespeeld | Winst China | Gelijk | Winst Roemenië | Doelsaldo China – Roemenië |
| ---------------------------- | --------------- | ----------- | ------ | -------------- | -------------------------- |
| Grand Hotel Varna Tournament | 1               | 1           | 0      | 0              | 3 − 1                      |
| Totaal                       | 1               | 1           | 0      | 0              | 3 − 1                      |